# Heinrich Maria Janssen
Heinrich Maria Janssen (Rindern, 28 dicembre 1907 – Hildesheim, 7 ottobre 1988) è stato un vescovo cattolico tedesco.

## Biografia
Heinrich Maria Janssen nacque a Rindern il 28 dicembre 1907.

### Formazione e ministero sacerdotale
Dopo essersi diplomato presso il Collegium Augustinianum Gaesdonck di Goch, studiò teologia all'Università di Münster e all'Università di Friburgo in Brisgovia.
Il 29 luglio 1934 fu ordinato presbitero per la diocesi di Münster da monsignor Clemens August von Galen. In seguito operò come vicario e curato nella prelatura territoriale di Schneidemühl. Nel 1945 fu espulso da quelle terre. Fu quindi cappellano a Bronnzell, vicino a Fulda, fino al 1946 e cappellano a Ochtrup dal 1946 al 1949. Il 29 aprile 1949 venne nominato parroco di Sant'Antonio a Kevelaer. Dal 1955 alla nomina episcopale fu parroco di Santa Maria a Kevelaer e allo stesso tempo direttore spirituale del Collegium Augustinianum Gaesdonck di Goch.

### Ministero episcopale
Il 3 febbraio 1957 papa Pio XII lo nominò vescovo di Hildesheim. Ricevette l'ordinazione episcopale il 14 maggio successivo nel duomo di Hildesheim dall'arcivescovo metropolita di Paderborn Lorenz Jäger, co-consacranti il vescovo di Münster Michael Keller e quello di Lussemburgo Léon Lommel.
Partecipò al Concilio Vaticano II.
Fu un pastore popolare e si dedicò soprattutto all'integrazione dei profughi cattolici nella diaspora della Germania settentrionale. Il 26 marzo 1960 presiedette la consacrazione del ricostruito duomo di Hildesheim. Il suo episcopato vide la conclusione del Concordato tra la Santa Sede e lo Stato della Bassa Sassonia, firmato il 26 febbraio 1965. Favorì la costruzione di molte chiese a blocchi prefabbricati, di solito succursali di chiese parrocchiali già esistenti. Le costruzioni erano necessarie per integrare i molti espulsi nelle comunità che erano cresciute a passi da gigante. Venne coinvolto nella costruzione della casa di Roderhof, una struttura inaugurata nel 1970 per i bambini con disabilità mentali e multiple.
Il 28 dicembre 1982 papa Giovanni Paolo II accettò la sua rinuncia al governo pastorale della diocesi per raggiunti limiti di età.
Monsignor Janssen fu cittadino onorario di Hildesheim, Kevelaer e Rindern. Era inoltre canonico onorario della cattedrale di Lussemburgo.
Morì a Hildesheim il 7 ottobre 1988 all'età di 80 anni. La sua salma inizialmente fu sepolta in una piccola cappella sul transetto sud del duomo di Hildesheim. Nell'ambito della riprogettazione della cattedrale, il 14 novembre 2012 le sue spoglie vennero traslate nella cripta episcopale appena creata.

## Denuncia di abuso sessuale su un ministrante
Nel novembre del 2015 divenne di pubblico dominio che monsignor Janssen avrebbe "regolarmente abusato sessualmente tra il 1958 e il 1963 di un ministrante di dieci anni". La diocesi di Hildesheim inoltrò la richiesta dell'uomo per il riconoscimento della sua sofferenza all'Ufficio per le questioni di abusi sessuali su minori nella Chiesa della Conferenza episcopale tedesca. L'ex ministrante nel 2015 ricevette un risarcimento di 10 000 euro. Egli tuttavia criticò questo come "pagamento economico della Chiesa" e chiese la rimozione dei resti di monsignor Janssen dalla cripta episcopale del duomo di Hildesheim. Le accuse vennero successivamente esaminate da un gruppo di lavoro e ritenute non veritiere.

## Genealogia episcopale e successione apostolica
La genealogia episcopale è:
- Cardinale Scipione Rebiba
- Cardinale Giulio Antonio Santorio
- Cardinale Girolamo Bernerio, O.P.
- Arcivescovo Galeazzo Sanvitale
- Cardinale Ludovico Ludovisi
- Cardinale Luigi Caetani
- Cardinale Ulderico Carpegna
- Cardinale Paluzzo Paluzzi Altieri degli Albertoni
- Papa Benedetto XIII
- Papa Benedetto XIV
- Papa Clemente XIII
- Cardinale Marcantonio Colonna
- Cardinale Giacinto Sigismondo Gerdil, B.
- Cardinale Giulio Maria della Somaglia
- Cardinale Carlo Odescalchi, S.I.
- Vescovo Eugène-Charles-Joseph de Mazenod, O.M.I.
- Cardinale Joseph Hippolyte Guibert, O.M.I.
- Cardinale François-Marie-Benjamin Richard de la Vergne
- Cardinale Pietro Gasparri
- Arcivescovo Cesare Orsenigo
- Arcivescovo Lorenz Jäger
- Vescovo Heinrich Maria Janssen

La successione apostolica è:
- Vescovo Heinrich Pachowiak (1958)
- Vescovo Adolf Kindermann (1966)
- Vescovo Heinrich Machens (1976)